# 잭 셰퍼드
잭 셰퍼드(Jack Shephard)는 미국의 텔레비전 드라마 《로스트》의 등장인물로, 매슈 폭스가 연기하였다. 전 시즌에 걸쳐 모두 113개의 에피소드에서 등장한다.
아버지와 같은 척추질환 전문 외과의사이다. 비행기가 추락한 뒤 생존자의 리더로 부상한다. 섬에 도착하자마자 케이트에게 미묘한 감정을 갖게 되고 섬을 떠난 뒤 케이트와 맺어진다. 하지만 미국으로 돌아온 뒤에도 섬에 남겨진 사람들을 떠올리며 괴로워한다. 마약 중독에 빠지고 자살을 시도하면서 케이트와의 사이는 끝장이 난다. 잭은 기어코 섬으로 돌아가기를 원하고 결국 아지라 항공을 타고 섬으로 돌아온다. 케이트, 헐리 등과 함께 1977년의 섬에 떨어져서는 달마 이니셔티브에서 일하게 된다. 시즌 6에서 잭은 제이콥의 '후보'였음을 밝혀지고, 결국 섬을 안전하게 지키는 수호자로서 제이콥의 자리를 대신하게 된다.